# Indicador universal

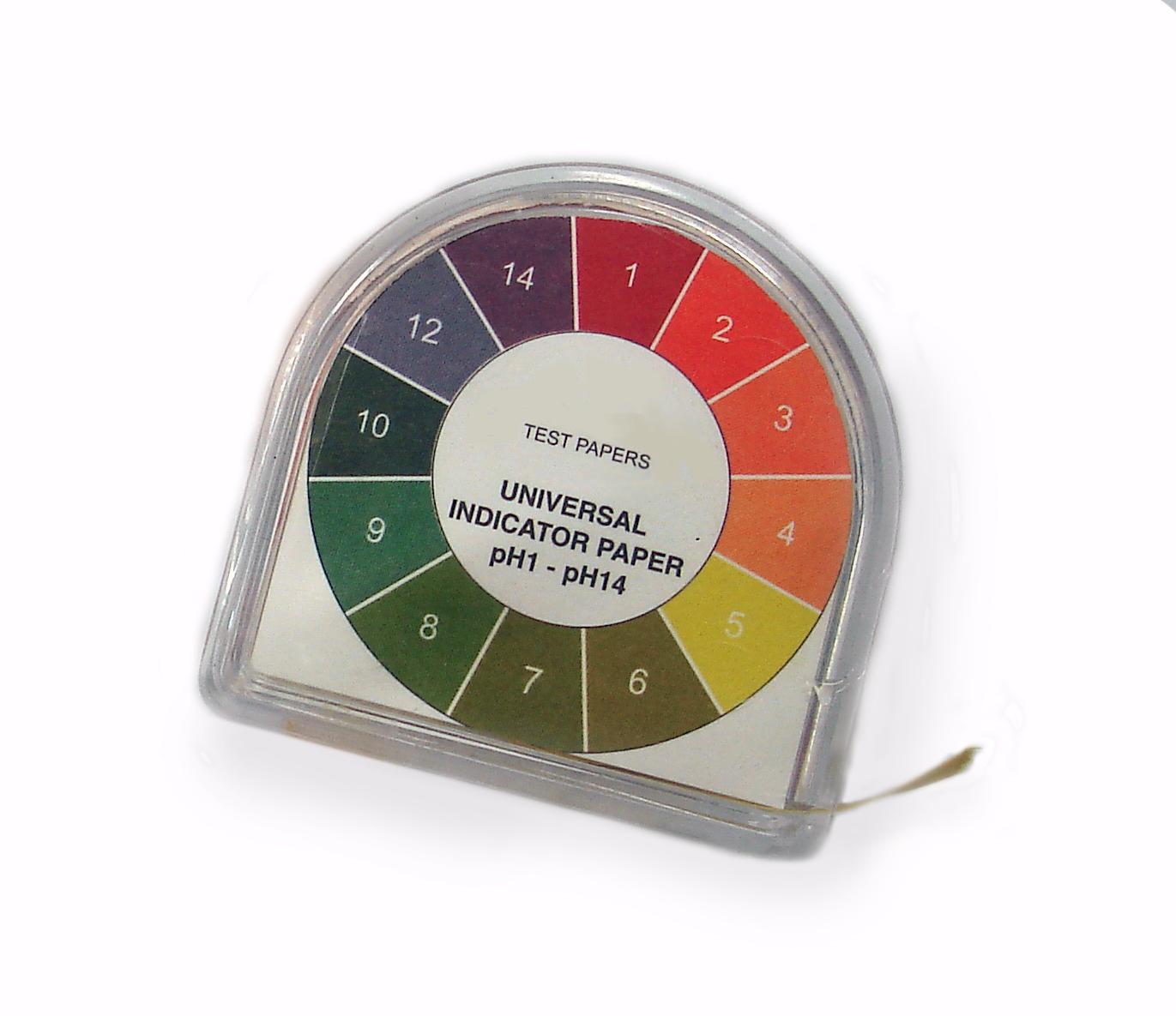
Un rollo de papel indicador universal

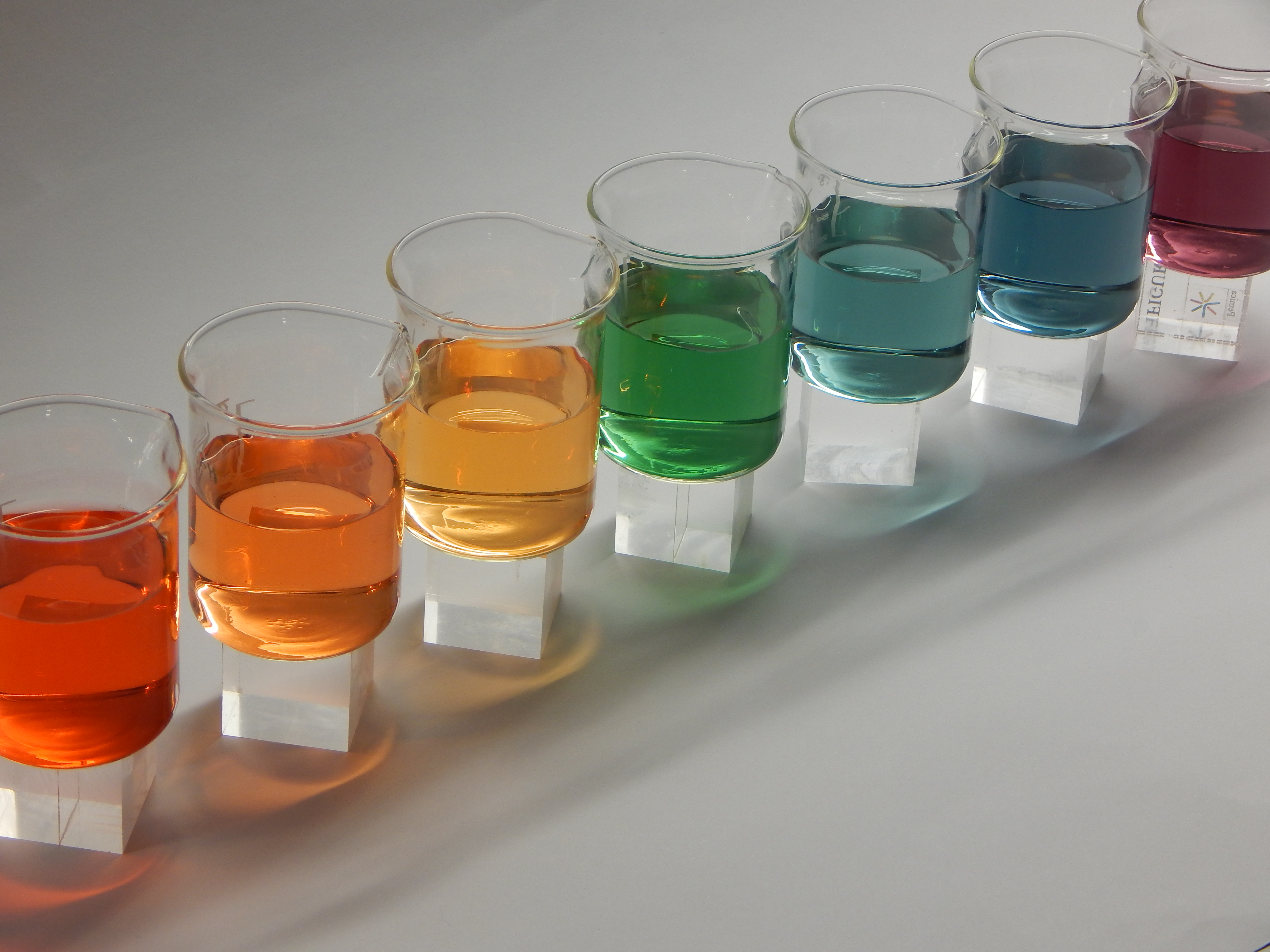
Colores del indicador universal

Un indicador universal es un indicador de pH formado por una solución mezcla de varios compuestos químicos que exhiben diferentes y variados cambios de color en un amplio intervalo de valores de pH, permitiendo establecer visualmente la acidez o alcalinidad de las soluciones así como estimar, de forma aproximada, el pH de las disoluciones. Un indicador universal puede utilizarse impregnado en papel o soporte similar o  en forma de solución.
En la actualidad existen varios indicadores universales de pH  disponibles comercialmente. La mayoría son una variación de una fórmula patentada por Yamada en 1933.

## Composición
Un indicador universal suele ser una disolución acuosa o hidroalcohólica que contiene 1-propanol, fenolftaleína, hidróxido de sodio, rojo de metilo, azul de bromotimol, bisulfito de sodio y azul de timol.  Con esta mezcla se consiguen una gama de colores que van desde el rojo intenso hasta el azul violeta, pasando por varias tonalidades de verde en la zona próxima a pH neutro. Los colores que indican el pH de una solución, después de añadir un indicador universal, son:
| Rango de pH | Descripción   | Color              |
| ----------- | ------------- | ------------------ |
| ≤ 3         | Ácido fuerte  | Rojo               |
| 4–6         | Ácido débil   | Naranja o amarillo |
| 7           | Neutral       | Verde              |
| 8–10        | Álcali débil  | Azul               |
| ≥ 11        | Álcali fuerte | Índigo o violeta   |

Los colores del amarillo al rojo indican una disolución ácida, los colores del azul al violeta indican disolución alcalina y un color verde indica que la disolución es neutra. 
| Indicador                          | Color de pH bajo | Rango de pH de transición | Color de alto pH |
| ---------------------------------- | ---------------- | ------------------------- | ---------------- |
| Azul de timol (primera transición) | Rojo             | 1.2 – 2.8                 | Amarillo         |
| Naranja de metilo                  | Rojo             | 3.2 – 4.4                 | Amarillo         |
| Rojo de metilo                     | Rojo             | 4.8 – 6.0                 | Amarillo         |
| Azul de bromotimol                 | Amarillo         | 6.0 – 7.6                 | Azul             |
| Azul de timol (segunda transición) | Amarillo         | 8.0 – 9.6                 | Azul             |
| Fenolftaleína                      | Incoloro         | 8.3 – 10.0                | Fucsia           |

También están disponibles papeles de prueba de pH de amplio rango con colores distintos para cada pH de 1 a 14. Las tablas de combinación de colores se suministran junto con las tiras de prueba específicas adquiridas.

## Presentaciones
La forma más habituales de presentación de los indicadores suele ser impregnados en papel o en disolución:
- Papel indicador: Es una tira de papel de color que cambia de color a rojo si la solución es ácida y a azul, si la solución es básica. La tira se puede colocar directamente sobre una superficie de una sustancia húmeda o se pueden dejar caer unas gotas de la solución sobre el indicador universal utilizando un equipo de goteo. Cuando la disolución a ensayar es coloreada o está turbia, es preferible utilizar este tipo de presentación.
- Solución indicadora: Los componentes principales de un indicador universal, en forma de solución, son azul de timol, rojo de metilo, azul de bromotimol y fenolftaleína . Esta mezcla es importante porque cada componente pierde o gana protones dependiendo de la acidez o alcalinidad de la solución que se esté probando. Es beneficioso utilizar este tipo de indicador universal en una solución incolora. Esto aumentará el nivel de precisión de la indicación.